# Berndtita
La berndtita és un mineral de la classe dels sulfurs. Va ser anomenada en honor de Fritz Berndt, mineralogista alemany de la Corporació Minera de Bolívia.

## Característiques
La berndtita és un sulfur de fórmula química SnS₂. Cristal·litza en el sistema trigonal. Els seus cristalls són tabulars hexagonals, de fins a 0,01 mm, en agregats polsosos. La seva duresa a l'escala de Mohs és d'1 a 2.
Segons la classificació de Nickel-Strunz, la berndtita pertany a «02.EA: Sulfurs metàl·lics, M:S = 1:2, amb Cu, Ag, Au» juntament amb els següents minerals: silvanita, calaverita, kostovita, krennerita, kitkaïta, melonita, merenskyita, moncheïta, shuangfengita, sudovikovita, verbeekita, drysdal·lita, jordisita, molibdenita i tungstenita.

## Formació i jaciments
La berndtita va ser descoberta al Cerro de Potosí, a Potosí, (Departament de Potosí, Bolívia) com a mineral secundari en menes de sulfurs d'estany. També ha estat descrita a Alemanya, altres indrets de Bolívia, els Estats Units, el Japó, Namíbia i Portugal.
Sol trobar-se associada a altres minerals com: estannita, pirita, cassiterita i sofre natiu.